# Šedé přístavy
Šedé přístavy jsou fiktivní místo ve Středozemi. Nachází se na západním břehu Středozemě v Zálivu Luny a jsou považovány za hlavní město Lindonu. Tyto přístavy byly postaveny na počátku Druhého věku, kdy došlo k potopení Beleriandu do moře a v Modrých horách došlo k utvoření zálivu, který byl nazván Záliv Luny podle řeky Luny, která do tohoto zálivu ústila.
Šedé přístavy byly vybudovány Eldar, kteří přežili války Prvního věku a neodešli do Aman a sloužili pro spojení Středozemě jak s Númenorem, ostrovem a hlavním sídlem lidí tak s Amanem, zemí elfů a Valar.
V přístavech pobýval během Druhého věku poslední Velekrál Noldor, Orodrethův syn Gil-galad. Ten ubránil přístav proti vojskům Saurona a díky tomu umožnil připlout a vylodit se posilám z Númenoru. Když Gil-galad odcházel do Války posledního spojenectví, tak předal vládu nad přístavy Círdanovi, který zde sídlil a stavěl lodě po celý Třetí věk až do odchodu posledních elfů ze Středozemě.
Šedé přístavy byly spolu s Roklinkou a Lothlórienem nejdůležitější sídlo elfů ve Třetím věku a jejich význam byl zejména v přístupu k moři. Do přístavu přišli okolo roku 1000 Třetího věku Istari, vyslanci Pánů Západu, aby zabránili vítězství Saurona. Jejich přesný počet není znám, ale bylo jich minimálně pět. Z těchto pěti byl za hlavu řádu považován Bílý posel, ale Círdan považoval za největšího a nejmoudřejšího Šedého posla, kterému svěřil jeden ze Tří Prstenů moci. Další čarodějové byli Radagast, znalec a milovník přírody a živočichů, a dva Modří čarodějové, o jejich skutcích nejsou dochovány žádné záznamy.